# Delta (rivière)
Pour les articles homonymes, voir Delta (homonymie).
La rivière Delta est une rivière d'Alaska aux États-Unis, dans la région de recensement de Southeast Fairbanks. Elle est longue de 256 km.
C'est un affluent de la rivière Tanana, laquelle se jette dans le fleuve Yukon.
Elle coule en direction sud-nord, alimentée par de nombreux cours d'eau et 21 lacs. Elle rejoint la rivière Tanana près de Big Delta, dans un large delta, d'où son nom.